# Chan-čcheng
Chan-čcheng (čínsky pchin-jinem Hánchéng, znaky zjednodušené 韩城, tradiční 韓城) je městský okres v městské prefektuře Wej-nan v provincii Šen-si v Čínské lidové republice. Leží asi 200 km severovýchodně od Si-anu na západním břehu Žluté řeky v místě, kde na jih mířící řeka vtéká do údolí Kuan-čung. Chan-čcheng je proslulé historické město, s řadou historických sídel a ulic, stejně jako více než 140 chráněnými historickými památkami z období Tchang až Čching. Chan-čcheng měl roku 2010 kolem 391 tisíc obyvatel.
Na jihu Chan-čcheng sousedí s wejnanským okresem Che-jang, na západě s okresem Chuang-lung a severu s okresem I-čchuan, oběma z městské prefektury Jen-an. Na východě za Žlutou řekou leží městský okres Che-ťin z prefektury Jün-čcheng provincie Šan-si.

## Historie
Chan-čcheng je známý úzkou průrvou Lung-men (龍門, „Dračí vrata“), kterou ze severu přitéká Žlutá řeka. Podle mýtů ji rozšířil legendární Jü Velký, aby zabránil povodním. Za vlády západních Čouů oblast patřila ke státu Chan, v období Jar a podzimů ke státu Ťin, přičemž byla známa jako Chan-jüan (韓原, „země Chanů“). Během období válčících států region tehdy zvaný Šao-liang (少梁) ovládal stát Wej. Po dobytí Čchiny během sjednocování Číny ve 3. století př. n. l. zde vznikl okres Sia-jang (夏阳). Za dynastie Suej oblast získala název Chan-čcheng.
Roku 1983 byl okres Chang-čcheng reorganizován v městský okres. Roku 1986 byl Chang-čcheng jmenován národním historickým a kulturním městem (国家历史文化名城) a roku 2007 byl zařazen na listinu výjimečných turistických center Číny (中国优秀旅游城市).

## Významné osobnosti
V Lung-menu se narodil a vyrůstal čínský historik S’-ma Čchien.